# Espagne aux Jeux olympiques d'été de 2000
L'Espagne participe aux Jeux olympiques d'été de 2000 à Sydney. Sa délégation est composée de 321 athlètes répartis dans 27 sports et son porte-drapeau est le poloïste Manuel Estiarte. Au terme des Olympiades, la nation se classe 25e avec 11 médailles dont 3 en or.
Individuellement, 42 athlètes espagnols reçoivent une médaille. Le total de 11 s'explique par le fait que les performances collectives comptent pour une seule et ainsi 8 athlètes glanent 8 médailles dans diverses disciplines auxquelles s'ajoutent 2 joueur de tennis pour une médaille de bronze en double homme, 15 handballeurs pour une autre médaille de bronze et 17 footballeurs pour une médaille d'argent.
Le cyclisme, la gymnastique et le judo sont les 3 sports où un Espagnol est sacré champion olympique et le cyclisme est également le sport qui rapporte le plus de médaille au pays avec 2 places sur un podium (1 or et 1 bronze).

## Nombre d'athlètes qualifiés par sport
Voici la liste des qualifiés et sélectionnés Espagnol par sport (remplaçants compris) :
| Sport       | Hommes | Femmes | Total |
| ----------- | ------ | ------ | ----- |
| Athlétisme  | 34     | 24     | 58    |
| Aviron      | 4      | 0      | 4     |
| Basket-ball | 12     | 0      | 12    |
| Boxe        | 1      | 0      | 1     |
| Canoë-kayak | 10     | 7      | 17    |
| Cyclisme    | 17     | 7      | 24    |
| Équitation  | 8      | 1      | 9     |

## Liste des médaillés espagnols

### Médailles d'or
| Sport              | Discipline            | Sportifs         | Performance |
| ------------------ | --------------------- | ---------------- | ----------- |
| Médailles d'or : 3 |                       |                  |             |
| Cyclisme           | Course aux points (H) | Joan Llaneras    |             |
| Gymnastique        | Saut (H)              | Gervasio Deferr  |             |
| Judo               | Moins de 57 kg (F)    | Isabel Fernández |             |

### Médailles d'argent
| Sport                  | Discipline              | Sportifs | Performance |
| ---------------------- | ----------------------- | --- | ----------- |
| Médailles d'argent : 3 |                         | |             |
| Boxe                   | Mi mouches (-48 kg) (H) | Rafael Lozano |             |
| Football               | Tournoi masculin        | Équipe d'Espagne David Albelda Iván Amaya Miguel Ángel Angulo Daniel Aranzubia Joan Capdevila Jordi Ferrón Gabriel García de la Torre Xavier Hernández Jesús María Lacruz Alberto Luque Carlos Marchena Carles Puyol José María Romero Ismael Ruiz Raúl Tamudo Antonio Velamazán Unai Vergara |             |
| Taekwondo              | Moins de 58 kg (H)      | Gabriel Esparza |             |

### Médailles de bronze
| Sport                   | Discipline            | Sportifs | Performance |
| ----------------------- | --------------------- | --- | ----------- |
| Médailles de bronze : 5 |                       | |             |
| Athlétisme              | 20 km marche (F)      | María Vasco |             |
| Cyclisme                | Cross-country VTT (F) | Margarita Fullana |             |
| Handball                | Tournoi masculin      | Équipe d'Espagne Iñaki Urdangarin Alberto Urdiales Andrei Xepkin Antonio Carlos Ortega Juancho Pérez Antonio Ugalde Jordi Núñez Xavier O'Callaghan Jesús Olalla Rafael Guijosa Demetrio Lozano Enric Masip David Barrufet Talant Dujshebaev Mateo Garralda |             |
| Natation                | 100 m Dos (F)         | Nina Zhivanevskaya |             |
| Tennis                  | Double masculin       | Àlex Corretja Albert Costa |             |

## Athlétisme

### Hommes
| Athlète                                                         | Épreuve              | Séries         | Séries      | Quarts de finale | Quarts de finale | Demi-finales  | Demi-finales | Finale          | Finale  |
| Athlète                                                         | Épreuve              | Temps          | Rang        | Temps            | Rang             | Temps         | Rang         | Temps           | Rang    |
| --------------------------------------------------------------- | -------------------- | -------------- | ----------- | ---------------- | ---------------- | ------------- | ------------ | --------------- | ------- |
| Venancio José                                                   | 100 m                | 10 s 36        | 3e          | 10 s 53          | 8e               | Éliminé       | Éliminé      | Éliminé         | Éliminé |
| Venancio José                                                   | 200 m                | 20 s 95        | 3e          | 20 s 79          | 7e               | Eliminé       | Eliminé      | Eliminé         | Eliminé |
| David Canal                                                     | 400 m                | 45 s 53        | 2e          | 45 s 54          | 7e               | Eliminé       | Eliminé      | Eliminé         | Eliminé |
| Roberto Parra                                                   | 800 m                | 1 min 48 s 19  | 5e          | Eliminé          | Eliminé          | Eliminé       | Eliminé      | Eliminé         | Eliminé |
| José Manuel Cerezo                                              | 800 m                | 1 min 48 s 11  | 5e          | Eliminé          | Eliminé          | Eliminé       | Eliminé      | Eliminé         | Eliminé |
| Andrés Díaz                                                     | 1 500 m              | 3 min 38 s 54  | 3e          | Non disputé      | Non disputé      | 3 min 38 s 41 | 6e           | 3 min 37 s 27   | 7e      |
| Juan Carlos Higuero                                             | 1 500 m              | 3 min 40 s 60  | 3e          | Non disputé      | Non disputé      | 3 min 38 s 37 | 5e           | 3 min 38 s 91   | 8e      |
| José Antonio Redolat                                            | 1 500 m              | 3 min 38 s 66  | 2e          | Non disputé      | Non disputé      | 3 min 45 s 46 | 11e          | Eliminé         | Eliminé |
| Youssef El-Nasri                                                | 5 000 m              | 13 min 34 s 49 | 9e          | Eliminé          | Eliminé          | Eliminé       | Eliminé      | Eliminé         | Eliminé |
| Alberto García                                                  | 5 000 m              | 14 min 11 s 65 | 16e         | Eliminé          | Eliminé          | Eliminé       | Eliminé      | Eliminé         | Eliminé |
| José Ríos                                                       | 10 000 m             | 27 min 51 s 40 | 9e          | Non disputé      | Non disputé      | Non disputé   | Non disputé  | 28 min 50 s 31  | 18e     |
| Enrique Molina                                                  | 10 000 m             | 28 min 09 s 76 | 8e          | Non disputé      | Non disputé      | Non disputé   | Non disputé  | DNF             | /       |
| Teodoro Cunado                                                  | 10 000 m             | 29 min 10 s 90 | 16e         | Eliminé          | Eliminé          | Eliminé       | Eliminé      | Eliminé         | Eliminé |
| Martín Fiz                                                      | Marathon             | Non disputé    | Non disputé | Non disputé      | Non disputé      | Non disputé   | Non disputé  | 2 h 13 min 06 s | 6e      |
| Alberto Juzdado                                                 | Marathon             | Non disputé    | Non disputé | Non disputé      | Non disputé      | Non disputé   | Non disputé  | 2 h 21 min 18 s | 42e     |
| Abel Antón                                                      | Marathon             | Non disputé    | Non disputé | Non disputé      | Non disputé      | Non disputé   | Non disputé  | 2 h 24 min 04 s | 53e     |
| Inigo Monreal                                                   | 400 m haies          | 51 s 32        | 4e          | Eliminé          | Eliminé          | Eliminé       | Eliminé      | Eliminé         | Eliminé |
| Luis Miguel Martín                                              | 3000 mètres steeple  | 8 min 24 s 04  | 4e          | Non disputé      | Non disputé      | Non disputé   | Non disputé  | 8 min 22 s 75   | 5e      |
| Eliseo Martín                                                   | 3000 mètres steeple  | 8 min 24 s 97  | 4e          | Non disputé      | Non disputé      | Non disputé   | Non disputé  | 8 min 23 s 00   | 6e      |
| Marco Antonio Cepeda                                            | 3000 mètres steeple  | 8 min 40 s 01  | 10e         | Eliminé          | Eliminé          | Eliminé       | Eliminé      | Eliminé         | Eliminé |
| Eduardo Ivan Rodriguez David Canal Inigo Monreal Antonio Andres | Relais 4 × 400 m     | 3 min 06 s 87  | 5e          | Eliminé          | Eliminé          | Eliminé       | Eliminé      | Eliminé         | Eliminé |
| Francisco Javier Fernández                                      | 20 kilomètres marche | Non disputé    | Non disputé | Non disputé      | Non disputé      | Non disputé   | Non disputé  | 1 h 21 min 01 s | 7e      |
| David Marquez                                                   | 20 kilomètres marche | Non disputé    | Non disputé | Non disputé      | Non disputé      | Non disputé   | Non disputé  | 1 h 24 min 36 s | 20e     |
| José David Dominguez                                            | 20 kilomètres marche | Non disputé    | Non disputé | Non disputé      | Non disputé      | Non disputé   | Non disputé  | 1 h 28 min 16 s | 35e     |
| Valentí Massana                                                 | 50 kilomètres marche | Non disputé    | Non disputé | Non disputé      | Non disputé      | Non disputé   | Non disputé  | 3 h 46 min 01 s | 4e      |
| Jesús Ángel García                                              | 50 kilomètres marche | Non disputé    | Non disputé | Non disputé      | Non disputé      | Non disputé   | Non disputé  | 3 h 49 min 31 s | 12e     |
| Mikel Odriozola                                                 | 50 kilomètres marche | Non disputé    | Non disputé | Non disputé      | Non disputé      | Non disputé   | Non disputé  | 3 h 59 min 50 s | 24e     |

| Athlète         | Épreuve          | Qualification | Qualification | Finale      | Finale  |
| Athlète         | Épreuve          | Performance   | Rang          | Performance | Rang    |
| --------------- | ---------------- | ------------- | ------------- | ----------- | ------- |
| Montxu Miranda  | Saut à la perche | 5,65 m        | 12e           | 5,70 m      | 9e      |
| Javier Garcia   | Saut à la perche | 5,55 m        | 16e           | Eliminé     | Eliminé |
| Yago Lamela     | Saut en longueur | 7,89 m        | 19e           | Eliminé     | Eliminé |
| Raul Chapado    | Triple saut      | NM            | /             | Eliminé     | Eliminé |
| Manuel Martínez | Lancer du poids  | 19,94 m       | 9e            | 20,55 m     | 6e      |
| David Martinez  | Lancer du disque | 61,50 m       | 19e           | Eliminé     | Eliminé |
| Francisco Benet | Décathlon        | Non disputé   | Non disputé   | DNF         | /       |

### Femmes
| Athlète                                                  | Épreuve              | Séries         | Séries      | Quarts de finale | Quarts de finale | Demi-finales  | Demi-finales | Finale          | Finale             |
| Athlète                                                  | Épreuve              | Temps          | Rang        | Temps            | Rang             | Temps         | Rang         | Temps           | Rang               |
| -------------------------------------------------------- | -------------------- | -------------- | ----------- | ---------------- | ---------------- | ------------- | ------------ | --------------- | ------------------ |
| Norfalia Carabalí                                        | 400 m                | 52 s 36        | 4e          | 52 s 63          | 7e               | Eliminé       | Eliminé      | Eliminé         | Eliminé            |
| Mayte Martínez                                           | 800 m                | 1 min 59 s 60  | 1er         | Non disputé      | Non disputé      | 2 min 03 s 27 | 8e           | Eliminé         | Eliminé            |
| Nuria Fernández                                          | 1 500 m              | 4 min 11 s 46  | 5e          | Non disputé      | Non disputé      | 4 min 10 s 92 | 9e           | Eliminé         | Eliminé            |
| Natalia Rodríguez                                        | 1 500 m              | 4 min 22 s 82  | 12e         | Eliminé          | Eliminé          | Eliminé       | Eliminé      | Eliminé         | Eliminé            |
| Beatriz Santiago                                         | 5 000 m              | 15 min 31 s 94 | 8e          | Eliminé          | Eliminé          | Eliminé       | Eliminé      | Eliminé         | Eliminé            |
| Marta Domínguez                                          | 5 000 m              | 15 min 45 s 07 | 10e         | Eliminé          | Eliminé          | Eliminé       | Eliminé      | Eliminé         | Eliminé            |
| Maria Teresa Recio                                       | 10 000 m             | 33 min 36 s 44 | 14e         | Eliminé          | Eliminé          | Eliminé       | Eliminé      | Eliminé         | Eliminé            |
| Maria Abel                                               | 10 000 m             | 34 min 05 s 44 | 15e         | Eliminé          | Eliminé          | Eliminé       | Eliminé      | Eliminé         | Eliminé            |
| Ana Isabel Alonso                                        | Marathon             | Non disputé    | Non disputé | Non disputé      | Non disputé      | Non disputé   | Non disputé  | 2 h 36 min 45 s | 30e                |
| Griselda Gonzalez                                        | Marathon             | Non disputé    | Non disputé | Non disputé      | Non disputé      | Non disputé   | Non disputé  | 2 h 38 min 28 s | 33e                |
| Maria Luisa Munoz                                        | Marathon             | Non disputé    | Non disputé | Non disputé      | Non disputé      | Non disputé   | Non disputé  | 2 h 45 min 40 s | 39e                |
| Julia Alba Norfalia Carabalí Miriam Bravo Mayte Martínez | Relais 4 × 400 m     | 3 min 32 s 45  | 6e          | Eliminé          | Eliminé          | Eliminé       | Eliminé      | Eliminé         | Eliminé            |
| María Vasco                                              | 20 kilomètres marche | Non disputé    | Non disputé | Non disputé      | Non disputé      | Non disputé   | Non disputé  | 1 h 30 min 23 s | Médaille de bronze |
| Encarna Granados                                         | 20 kilomètres marche | Non disputé    | Non disputé | Non disputé      | Non disputé      | Non disputé   | Non disputé  | 1 h 35 min 06 s | 20e                |
| Eva Pérez                                                | 20 kilomètres marche | Non disputé    | Non disputé | Non disputé      | Non disputé      | Non disputé   | Non disputé  | 1 h 36 min 35 s | 27e                |

| Athlète               | Épreuve           | Qualification | Qualification | Finale      | Finale  |
| Athlète               | Épreuve           | Performance   | Rang          | Performance | Rang    |
| --------------------- | ----------------- | ------------- | ------------- | ----------- | ------- |
| Marta Mendía          | Saut en hauteur   | 1,89 m        | 22e           | Eliminé     | Eliminé |
| Maria del Mar Sanchez | Saut à la perche  | 4,25 m        | 15e           | Eliminé     | Eliminé |
| Concepción Montaner   | Saut en longueur  | NM            | /             | Eliminé     | Eliminé |
| Carlota Castrejana    | Triple saut       | 13,76 m       | 18e           | Eliminé     | Eliminé |
| Martina de la Puente  | Lancer du poids   | 16,30 m       | 23e           | Eliminé     | Eliminé |
| Alice Matejkova       | Lancer du disque  | 54,19 m       | 28e           | Eliminé     | Eliminé |
| Marta Miguez          | Lancer du javelot | 55,52 m       | 25e           | Eliminé     | Eliminé |
| Inma Clopés           | Heptathlon        | Non disputé   | Non disputé   | DNF         | /       |

## Aviron

### Hommes
| Athlète(s)                     | Compétition                 | Série         | Série | Repêchage     | Repêchage | Demi-finale   | Demi-finale | Finale                 | Finale |
| Athlète(s)                     | Compétition                 | Temps         | Rang  | Temps         | Rang      | Temps         | Rang        | Temps                  | Rang   |
| ------------------------------ | --------------------------- | ------------- | ----- | ------------- | --------- | ------------- | ----------- | ---------------------- | ------ |
| Mauricio Monteserin Jaime Rios | Deux de couple              | 6 min 42 s 69 | 6e    | 6 min 46 s 50 | 5e        | Non disputé   | Non disputé | Finale C 6 min 40 s 17 | 4e     |
| Juan Zunzunegui Ruben Alvarez  | Deux de couple poids légers | 6 min 34 s 89 | 2e    | 6 min 39 s 20 | 1er       | 6 min 39 s 49 | 6e          | Finale B 6 min 31 s 49 | 3e     |

## Basket-ball

### Hommes
- Roberto Dueñas
- Alfonso Reyes
- Juan Carlos Navarro
- Ignacio Rodriguez
- Carlos Jiménez
- Alberto Herreros
- Rodrigo de la Fuente
- Johnny Rogers
- Ignacio de Miguel
- Jorge Garbajosa
- Alberto Angulo
- Raul Lopez
- Coach : Lolo Sainz

| Épreuve     | Phase de groupes      | Phase de groupes     | Phase de groupes     | Phase de groupes          | Phase de groupes        | Quart de Finale     | Demi-finale         | Finale / MB         | Rang    |
| Épreuve     | Adversaire Résultat   | Adversaire Résultat  | Adversaire Résultat  | Adversaire Résultat       | Adversaire Résultat     | Adversaire Résultat | Adversaire Résultat | Adversaire Résultat | Rang    |
| ----------- | --------------------- | -------------------- | -------------------- | ------------------------- | ----------------------- | ------------------- | ------------------- | ------------------- | ------- |
| Basket-ball | Victoire Angola 64-45 | Défaite Russie 63-71 | Défaite Canada 77-91 | Défaite Yougoslavie 65-78 | Défaite Australie 80-91 | Eliminé             | Eliminé             | Eliminé             | Eliminé |

## Boxe

### Hommes
| Athlète       | Catégorie        | 16e de finale       | 8e de finale               | Quart de finale      | Demi-finale                  | Finale               |
| Athlète       | Catégorie        | Adversaire Résultat | Adversaire Résultat        | Adversaire Résultat  | Adversaire Résultat          | Adversaire Résultat  |
| ------------- | ---------------- | ------------------- | -------------------------- | -------------------- | ---------------------------- | -------------------- |
| Rafael Lozano | Poids mi-mouches | Non disputé         | Victoire Philippines 17-15 | Victoire Kenya 11-10 | Victoire Corée du Nord 15-10 | Défaite France 10-23 |

## Canoe-Kayak

### Slalom

#### Hommes
| Athlète                    | Compétition | Éliminatoires | Éliminatoires | Finale  | Finale  |
| Athlète                    | Compétition | Temps         | Rang          | Temps   | Rang    |
| -------------------------- | ----------- | ------------- | ------------- | ------- | ------- |
| Carles Juanmarti           | K1          | 275.88        | 19e           | Eliminé | Eliminé |
| Esteban Aracama            | K1          | 267.75        | 18e           | Eliminé | Eliminé |
| Jon Erguin                 | C1          | 362.62        | 16e           | Eliminé | Eliminé |
| Toni Herreros Marc Vicente | C2          | 344.62        | 10e           | Eliminé | Eliminé |

#### Femmes
| Athlète        | Compétition | Éliminatoires | Éliminatoires | Finale | Finale |
| Athlète        | Compétition | Temps         | Rang          | Temps  | Rang   |
| -------------- | ----------- | ------------- | ------------- | ------ | ------ |
| Maria Eizmendi | K1          | 311.17        | 12e           | 276.55 | 14e    |

### Course en ligne

#### Hommes
| Athlète                        | Compétition | Éliminatoires  | Éliminatoires | Demi-finales   | Demi-finales | Finale A       | Finale A |
| Athlète                        | Compétition | Temps          | Rang          | Temps          | Rang         | Temps          | Rang     |
| ------------------------------ | ----------- | -------------- | ------------- | -------------- | ------------ | -------------- | -------- |
| Jovino Gonzalez                | K1 500m     | 1 min 40 s 761 | 3e            | 1 min 41 s 168 | 2e           | 2 min 03 s 889 | 6e       |
| Emilio Merchan                 | K1 1000m    | 3 min 36 s 591 | 2e            | 3 min 40 s 263 | 3e           | 3 min 38 s 105 | 9e       |
| José Manuel Crespo             | C1 500m     | 1 min 53 s 862 | 5e            | 1 min 54 s 765 | 7e           | Eliminé        | Eliminé  |
| José Manuel Crespo             | C1 1000m    | 4 min 04 s 528 | 7e            | 4 min 04 s 042 | 6e           | Eliminé        | Eliminé  |
| David Mascato José Alfredo Bea | C2 500m     | 1 min 44 s 973 | 5e            | 1 min 45 s 677 | 2e           | 1 min 56 s 600 | 4e       |
| David Mascato José Alfredo Bea | C2 1000m    | 3 min 37 s 697 | 2e            | Non disputé    | Non disputé  | 3 min 54 s 053 | 9e       |

#### Femmes
| Athlète                                                        | Compétition | Éliminatoires  | Éliminatoires | Demi-finales   | Demi-finales | Finale A       | Finale A |
| Athlète                                                        | Compétition | Temps          | Rang          | Temps          | Rang         | Temps          | Rang     |
| -------------------------------------------------------------- | ----------- | -------------- | ------------- | -------------- | ------------ | -------------- | -------- |
| Teresa Portela                                                 | K1 500m     | 1 min 59 s 153 | 7e            | 1 min 58 s 932 | 7e           | Eliminé        | Eliminé  |
| Maria Isabel Garcia Belen Sanchez                              | K2 500m     | 1 min 45 s 527 | 4e            | 1 min 45 s 144 | 2e           | 2 min 04 s 208 | 7e       |
| Izaskun Aramburu Beatriz Manchon Ana Maria Penas Belen Sanchez | K4 500m     | 1 min 35 s 298 | 3e            | Non disputé    | Non disputé  | 1 min 38 s 654 | 8e       |

## Cyclisme

### Route

#### Hommes
| Athlète               | Compétition      | Temps           | Rang |
| --------------------- | ---------------- | --------------- | ---- |
| Juan Carlos Domínguez | Course en ligne  | DNF             | /    |
| Santos González       | Course en ligne  | DNF             | /    |
| Miguel Angel Martin   | Course en ligne  | DNF             | /    |
| Abraham Olano         | Course en ligne  | 5 h 30 min 46 s | 59e  |
| Óscar Freire          | Course en ligne  | 5 h 30 min 46 s | 16e  |
| Santos González       | Contre-la-montre | 59 min 03 s 202 | 8e   |
| Abraham Olano         | Contre-la-montre | 58 min 31 s 647 | 4e   |

#### Femmes
| Athlète                | Compétition      | Temps           | Rang |
| ---------------------- | ---------------- | --------------- | ---- |
| Maria Mercedes Cagigas | Course en ligne  | 3 h 28 min 29 s | 48e  |
| Fátima Blázquez        | Course en ligne  | 3 h 10 min 33 s | 34e  |
| Joane Somarriba        | Course en ligne  | 3 h 06 min 31 s | 14e  |
| Dori Ruano             | Contre-la-montre | 44 min 37 s 369 | 18e  |
| Joane Somarriba        | Contre-la-montre | 43 min 06 s 620 | 5e   |

### Piste

#### Hommes
| Athlète                 | Compétition          | Qualification | Seizièmes de finale      | Repêchages               | Huitièmes de finale      | Repêchages               | Quarts de finale         | Match de classement | Demi-finales             | Match pour le bronze     | Match pour le bronze | Finale                   | Finale  |
| Athlète                 | Compétition          | Temps Vitesse | Adversaire Temps Vitesse | Adversaire Temps Vitesse | Adversaire Temps Vitesse | Adversaire Temps Vitesse | Adversaire Temps Vitesse | Rang                | Adversaire Temps Vitesse | Adversaire Temps Vitesse | Rang                 | Adversaire Temps Vitesse | Rang    |
| ----------------------- | -------------------- | ------------- | ------------------------ | ------------------------ | ------------------------ | ------------------------ | ------------------------ | ------------------- | ------------------------ | ------------------------ | -------------------- | ------------------------ | ------- |
| José Antonio Villanueva | Vitesse individuelle | 10 s 556      | Victoire Royaume-Uni     | Non disputé              | Victoire Tchéquie        | Non disputé              | Défaite France           | Eliminé             | Eliminé                  | Eliminé                  | Eliminé              | Eliminé                  | Eliminé |

| Athlète       | Compétition                | Temps          | Rang |
| ------------- | -------------------------- | -------------- | ---- |
| David Cabrero | Contre-la-montre sur piste | 1 min 07 s 710 | 15e  |

| Athlète       | Compétition | 1er round | Repêchage | Demi-Finales | Finale  |
| Athlète       | Compétition | Rang      | Rang      | Rang         | Rang    |
| ------------- | ----------- | --------- | --------- | ------------ | ------- |
| David Cabrero | Keirin      | 3e        | 1er       | 4e           | Eliminé |

| Athlète                                                      | Compétition         | Qualification        | Qualification | Demi-finale                     | Finale                          | Finale  |
| Athlète                                                      | Compétition         | Temps Vitesse (km/h) | Rang          | Adversaire Temps Vitesse (km/h) | Adversaire Temps Vitesse (km/h) | Rang    |
| ------------------------------------------------------------ | ------------------- | -------------------- | ------------- | ------------------------------- | ------------------------------- | ------- |
| José Antonio Escuredo José Antonio Villanueva Salvador Melià | Vitesse par équipes | 45 s 799             | 9e            | Eliminé                         | Eliminé                         | Eliminé |

| Athlète     | Compétition            | Qualification  | Demi-finales             | Match pour le bronze     | Match pour le bronze | Finale                   | Finale  |
| Athlète     | Compétition            | Temps Vitesse  | Adversaire Temps Vitesse | Adversaire Temps Vitesse | Rang                 | Adversaire Temps Vitesse | Rang    |
| ----------- | ---------------------- | -------------- | ------------------------ | ------------------------ | -------------------- | ------------------------ | ------- |
| Toni Tauler | Poursuite individuelle | 4 min 34 s 415 | Eliminé                  | Eliminé                  | Eliminé              | Eliminé                  | Eliminé |

| Athlète                                                        | Compétition           | Qualification        | Qualification | Quart de finale                 | Demi-finale                     | Finale                          | Finale  |
| Athlète                                                        | Compétition           | Temps Vitesse (km/h) | Rang          | Adversaire Temps Vitesse (km/h) | Adversaire Temps Vitesse (km/h) | Adversaire Temps Vitesse (km/h) | Rang    |
| -------------------------------------------------------------- | --------------------- | -------------------- | ------------- | ------------------------------- | ------------------------------- | ------------------------------- | ------- |
| Miguel Alzamora Isaac Galvez Toni Tauler José Francisco Jarque | Poursuite par équipes | 4 min 15 s 547       | 12e           | Eliminé                         | Eliminé                         | Eliminé                         | Eliminé |

| Athlète                    | Compétition           | Points | Rang          |
| -------------------------- | --------------------- | ------ | ------------- |
| Joan Llaneras              | Course aux points     | 14     | Médaille d'or |
| Joan Llaneras Isaac Gálvez | Course à l'américaine | 3      | 13e           |

#### Femmes
| Athlète    | Compétition       | Points | Rang |
| ---------- | ----------------- | ------ | ---- |
| Dori Ruano | Course aux points | 10     | 7e   |

### BMX

#### Hommes
| Athlète              | Compétition   | Temps              | Rang |
| -------------------- | ------------- | ------------------ | ---- |
| Roberto Lezaun       | Cross-country | 2 h 15 min 56 s 99 | 15e  |
| José Antonio Hermida | Cross-country | 2 h 11 min 42 s 91 | 4e   |

#### Femmes
| Athlète              | Compétition   | Temps              | Rang               |
| -------------------- | ------------- | ------------------ | ------------------ |
| Silvia Rovira Planas | Cross-country | 1 h 58 min 59 s 37 | 14e                |
| Marga Fullana        | Cross-country | 1 h 49 min 57 s 39 | Médaille de bronze |

## Equitation
| Athlète              | Épreuve              | R1          | R1          | R2          | R2          | R3      | R3      |
| Athlète              | Épreuve              | Points      | Rang        | Points      | Rang        | Points  | Rang    |
| -------------------- | -------------------- | ----------- | ----------- | ----------- | ----------- | ------- | ------- |
| Lluís Lucio          | Dressage individuel  | 62.12       | 43e         | Eliminé     | Eliminé     | Eliminé | Eliminé |
| Juan Antonio Jiménez | Dressage individuel  | 65.52       | 24e         | 68.93       | 19e         | Eliminé | Eliminé |
| Rafael Soto          | Dressage individuel  | 66.52       | 20e         | 70.37       | 13e         | 71.32   | 12e     |
| Beatriz Ferrer-Nist  | Dressage individuel  | 68.40       | 13e         | 70.51       | 11e         | 71.42   | 10e     |
| Equipe d'Espagne     | Dressage par équipes | Non disputé | Non disputé | Non disputé | Non disputé | 5,011   | 5e      |

| Athlète                                     | Compétition                  | Pénalités | Rang |
| ------------------------------------------- | ---------------------------- | --------- | ---- |
| Enrique Sarasola                            | Concours complet             | DNF       | /    |
| Enrique Sarasola Ramon Beca Jaime Matossian | Concours complet par équipes | 1341.20   | 7e   |

| Athlète           | Compétition      | Éliminatoires | Éliminatoires | Finale  | Finale  |
| Athlète           | Compétition      | Points        | Rang          | Points  | Rang    |
| ----------------- | ---------------- | ------------- | ------------- | ------- | ------- |
| Fernando Sarasola | Saut d'obstacles | DNF           | /             | Eliminé | Eliminé |
| Luis Astolfi      | Saut d'obstacles | 69.75         | 64e           | Eliminé | Eliminé |